# Krystyna Stołecka
Krystyna Stołecka z domu Urbańska (ur. 31 grudnia 1951 w Łodzi) – poetka, pisarka, felietonistka, redaktorka.
Debiutowała w 1991 roku, jej twórczość została nagrodzona w licznych konkursach literackich m.in. w Ogólnopolskim Konkursie Poetyckim im. Jacka Bierezina.
W latach 2002–2014 redagowała ogólnopolskie czasopismo społeczno-kulturalne „Tygiel Kultury”, od 2004 roku obejmując stanowisko zastępcy redaktora naczelnego, oraz książki wydawane przez towarzyszące czasopismu wydawnictwo. Zasiada w jury konkursów, m.in. Ogólnopolskiego Konkursu na prozę poetycką im. Witolda Sułkowskiego, Konkursu Poetyckiego dla Młodych Twórców im. Zbigniewa Dominiaka, Turnieju Jednego Wiersza o Czekan Jacka Bierezina.
Jest członkiem Stowarzyszenia Pisarzy Polskich, Stowarzyszenia Dziennikarzy Polskich, Stowarzyszenia Przyjaciół Twórczości Jana Kasprowicza.
Ma męża, córkę i dwóch synów.

## Publikacje
- W tęczy po kostki (2000), ISBN 83-88552-00-7.
- Sargasy (2003), ISBN 83-88552-21-X.
- Deus Kosmateus (2006), ISBN 83-88552-37-6.
- Obcowanie (2011), ISBN 978-83-88552-81-6.
- cykl felietonów Z prostowania publikowanych w „Tyglu Kultury”
- Honorowi obywatele miasta Łodzi (2006) – redakcja

## Odznaczenia
- Nagroda Ministra Kultury i Dziedzictwa Narodowego „Za Nieocenione Zasługi dla Kultury Polskiej”[3]
- Odznaka Honorowa „Zasłużony dla Kultury Polskiej”[5]
- Odznaka „Za Zasługi dla Miasta Łodzi”[6]